# Leptogaster bahamiensis
Leptogaster bahamiensis är en tvåvingeart som beskrevs av Scarbrough 1996. Leptogaster bahamiensis ingår i släktet Leptogaster och familjen rovflugor.
Artens utbredningsområde är Bahamas. Inga underarter finns listade i Catalogue of Life.